# وایزل
وایزل (به آلمانی: Weisel) یک شهر در آلمان است که در Verbandsgemeinde Loreley واقع شده‌است.